# Маланга
Маланга, Танния, или Ксантосома стрелолистная (лат. Xanthosoma sagittifolium) — растение семейства Ароидные (Araceae), вид рода Ксантосома.

## Распространение и экология
Родина растения — тропические районы Центральной и Южной Америки (Бразилия, Венесуэла, Колумбия, Никарагуа, Коста-Рика, Панама, Антильские острова, Гватемала, Мексика). Растение также интродуцировано в тропики Восточного полушария.

## Биологическое описание
Во взрослом состоянии растение имеет толстый прямой наземный стебель высотой более одного метра и превышающие его по длине стреловидные листья с черешками до 2 м длиной.
Покрывало соцветия, зелёное снаружи и кремовое внутри, в верхней части открыто, в нижней свёрнуто в трубку, внутри которой находится небольшой початок. В его основании расположены женские цветки. Их гинецей образован 3 — 4 плодолистиками, рыльце дисковидное, завязь 2-4-гнёздная, с многочисленными семязачатками. Выше по початку располагается зона стерильных цветков, образованных синандродиями. Оканчивается початок мужскими цветками, их тычинки по 4-6 штук срастаются в синандрий.

## Использование
Культивируют растение главным образом из-за толстых клубневидных корневищ, содержащих 18% крахмала, употребляемых в пищу в обработанном виде. Иногда в пищу используют также и надземный стебель и листья.